# Konstsim vid världsmästerskapen i simsport 2022 – Tekniskt program mixat par
Det tekniska programmet för mixade par vid världsmästerskapen i simsport 2022 avgjordes mellan den 18 och 20 juni 2022 i Szechy Pool i Budapest i Ungern.

## Resultat
Försöksheatet startade den 18 juni klockan 13:00. Finalen startade den 20 juni klockan 14:00.
Grön bakgrund betyder att konstsimmaren gick vidare till finalen
| Placering | Nation      | Simmare                                  | Försöksheat | Försöksheat | Final   | Final     |
| Placering | Nation      | Simmare                                  | Poäng       | Placering   | Poäng   | Placering |
| --------- | ----------- | ---------------------------------------- | ----------- | ----------- | ------- | --------- |
| 1         | Italien     | Giorgio Minisini Lucrezia Ruggiero       | 88,5734     | 1           | 89,2685 | 1         |
| 2         | Japan       | Tomoka Sato Yotaro Sato                  | 85,8086     | 2           | 86,5939 | 2         |
| 3         | Kina        | Shi Haoyu Zhang Yiyao                    | 84,8232     | 3           | 86,4425 | 3         |
| 4         | Spanien     | Emma García Pau Ribes                    | 84,3709     | 4           | 84,4829 | 4         |
| 5         | USA         | Claudia Coletti Kenneth Gaudet           | 82,0709     | 5           | 82,8966 | 5         |
| 6         | Colombia    | Jennifer Cerquera Gustavo Sánchez        | 78,5003     | 6           | 81,2272 | 6         |
| 7         | Kazakstan   | Eduard Kim Zhaklin Yakimova              | 77,9746     | 7           | 79,2599 | 7         |
| 8         | Mexiko      | Joel Benavides Trinidad Meza             | 76,4581     | 8           | 77,5890 | 8         |
| 9         | Brasilien   | Fabiano Ferreira Gabriela Regly          | 73,2235     | 9           | 74,8994 | 9         |
| 10        | Slovakien   | Jozef Solymosy Silvia Solymosyová        | 72,2422     | 10          | 73,2881 | 10        |
| 11        | Thailand    | Kantinan Adisaisiributr Voranan Toomchay | 65,2202     | 12          | 67,3477 | 11        |
| 12        | Puerto Rico | Javier Ruisanchez Nicolle Torrens        | 65,5330     | 11          | 65,8801 | 12        |
| 13        | Kuba        | Andy Avila Carelys Valdes                | 62,6229     | 13          |         |           |